# Plano Doxiadis

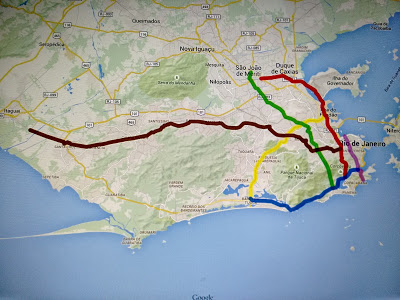

O Plano Doxiadis, também conhecido como Plano Policromático, foi uma  publicação de 1965 e concebido pelo arquiteto e urbanista grego Constantino Doxiádis, sob encomenda do então governador do estado da Guanabara, Carlos Lacerda (1960-1965).
Destinava-se à reformulação das linhas mestras do urbanismo da cidade do Rio de Janeiro, preparando-a para o crescimento esperado até ao século XXI.

## História
Durante o governo do presidente Juscelino Kubitschek (1956-1961), em 1960 a capital do Brasil foi transferida para Brasília, tendo a cidade do Rio de Janeiro perdido muitas das suas principais funções, ligadas à administração pública. Para que a cidade pudesse se adaptar à sua nova condição e receber mais recursos financeiros, foi transformada em Estado da Guanabara, vindo Carlos Lacerda, um dos principais críticos da mudança, a ser o seu governador.
Neste período, no Brasil, foi incentivado o crescimento da indústria automobilística, passando o automóvel a ser um bem acessível a grande parte da população. Desse modo, em pouco tempo as grandes cidades, como o Rio de Janeiro, viram as suas vias saturadas, não só pelo aumento do número de veículos em circulação, como também pela concentração de uma população que passava cada vez mais a morar em prédios de apartamentos e a trabalhar em edifícios comerciais.
Para planejar o crescimento da cidade neste novo cenário, foi encomendado o Plano Doxiadis, cujo urbanismo procurava projetar as necessidades futuras da população, em termos de circulação, habitação, trabalho e lazer.

## Características
O novo Plano Diretor estava concebido em suas linhas gerais já em 1963, e ficou conhecido como Plano Policromático, devido à ênfase nas grandes vias de circulação que integrariam a cidade:
- a Linha Vermelha
- a Linha Azul
- a Linha Marrom
- a Linha Verde
- a Linha Amarela
- a Linha Lilás

Admitindo a utilização do automóvel como meio de transporte individual e o do ônibus como meio de transporte de massa, de modo crescente e irreversível, esse sistema previa 403 quilômetros de vias expressas e mais 517 de vias principais no município do Rio de Janeiro, a ser complementado por 80 quilômetros de linhas de metrô.
Embora o plano jamais tenha sido implementado em sua totalidade, nos anos seguintes diversos governos implementaram partes importantes como a abertura de túneis, a construção de viadutos, a abertura da Linha Lilás e implementação de parte da Linha Verde e, décadas mais tarde, a Linha Vermelha e, posteriormente ainda, a Linha Amarela.

## Planos urbanísticos da cidade do Rio de Janeiro
- 1843 - Plano Beaurepaire
- 1875/1876 - Plano Comissão de Melhoramentos
- 1903 - Plano Pereira Passos
- 1926/1930 - Plano Agache
- 1938/1948 - Plano Comissão da Cidade
- 1965 - Plano Doxiadis
- 1969 - Plano Lúcio Costa
- 1977 - Plano Urbanístico Básico do Rio
- 1977 - Plano Integrado de Transportes
- 1992 - Plano Diretor
- 1994 - Plano Estratégico - Rio-Cidade/ Favela-Bairro
- 1998 - Plano Maravilha - Plano Estratégico de Infra-Estrutura e comunicação para aumentar o tempo do turista na Cidade,
- 2010 - Porto Maravilha